# Xã Bucks, Quận Tuscarawas, Ohio
Xã Bucks (tiếng Anh: Bucks Township) là một xã thuộc quận Tuscarawas, tiểu bang Ohio, Hoa Kỳ. Năm 2010, dân số của xã này là 1.776 người.